# Дель Косо, Карлос
Карлос дель Косо Иглесиас (исп. Carlos del Coso Iglesias, кат. Carlos del Coso Iglesias, 24 апреля 1933, Мадрид, Испания) — испанский хоккеист (хоккей на траве), вратарь. Бронзовый призёр летних Олимпийских игр 1960 года.

## Биография
Карлос дель Косо родился 24 апреля 1933 года в испанском городе Мадрид.
В 1960 году вошёл в состав сборной Испании по хоккею на траве на Олимпийских играх в Риме и завоевал бронзовую медаль. Играл на позиции вратаря, провёл 6 матчей, пропустил 4 мяча (по одному от сборных Швейцарии, Бельгии, Пакистана и Великобритании).
В 1964 году вошёл в состав сборной Испании по хоккею на траве на Олимпийских играх в Токио, занявшей 4-е место. Играл на позиции вратаря, провёл 9 матчей, пропустил 9 мячей (по три от сборных Пакистана и Австралии, по одному — от Нидерландов, Индии и ОГК).
В 1968 году вошёл в состав сборной Испании по хоккею на траве на Олимпийских играх в Мехико, занявшей 6-е место. Играл на позиции вратаря, провёл 9 матчей, пропустил 7 мячей (два от сборной ФРГ, по одному — от ГДР, Индии, Новой Зеландии, Кении и Нидерландов).